# Nour Abdelsalam
Nour Abdelsalam, née le 29 mars 1993, est une taekwondoïste égyptienne.

## Carrière
Nour Abdelsalam termine troisième du tournoi de qualification olympique de la jeunesse de Tijuana en 2010, se qualifiant ainsi pour les Jeux olympiques de la jeunesse d'été de 2010 à Singapour, où elle n'obtient pas de médaille.
Elle remporte la médaille d'or des moins de 49 kg aux Championnats d'Afrique 2014 à Tunis, aux Jeux africains de 2015 à Brazzaville, aux Championnats d'Afrique 2016 à Port-Saïd et aux Championnats d'Afrique 2018 à Agadir.
Elle obtient la médaille d'argent des moins de 49 kg aux Jeux africains de 2019 à Rabat ainsi qu'aux Jeux mondiaux militaires de 2019 à Wuhan et la médaille de bronze des moins de 49 kg aux Jeux mondiaux militaires d'été de 2015 à Mungyeong ainsi qu'aux Championnats d'Afrique 2021 à Dakar.